# Chopin : Le Désir d'amour
Pour plus de détails, voir Fiche technique et Distribution.
Chopin : Le Désir d'amour (Chopin. Pragnienie milosci) est un film polonais réalisé par Jerzy Antczak, sorti en 2002.
Le film traite — de manière très romancée — de la relation amoureuse entre le compositeur franco-polonais Frédéric Chopin et l'écrivaine française George Sand.

## Synopsis
Chopin connaît déjà un succès important, mais il est atteint d'une maladie pulmonaire qui ne fait qu'empirer. Il espère que son déménagement à Paris lui apportera une nouvelle inspiration. Il est cependant accueilli dans l'indifférence générale, due en grande partie à une épidémie de choléra. Quelque temps plus tard, il rencontre Sand.
Il est également question des enfants de Sand : Maurice, le fils envieux, peintre névrosé et raté, tente par tous les moyens de semer la discorde entre George et Chopin ; tandis que Solange, la fille, tombe amoureuse du compositeur.

## Fiche technique
- Titre : Chopin : Le Désir d'amour
- Titre original : Chopin. Pragnienie milosci
- Réalisation : Jerzy Antczak
- Scénario : Jerzy Antczak et Jadwiga Barańska
- Photographie : Edward Klosinski
- Montage : Ewa Romanowska-Rózewicz
- Production : Jerzy Antczak et Pawel Rakowski
- Société de production : Agencja Produkcji Filmowej, Antczak Production, Skorpion Art Film, Telewizja Polska et Wizja TV
- Pays :  Pologne
- Genre : Biopic, drame et romance
- Durée : 134 minutes
- Dates de sortie : 
  -  Pologne : 1er mars 2002

## Distribution
- Piotr Adamczyk : Frédéric Chopin
- Danuta Stenka : George Sand
- Sara Muldner : Solange jeune
- Jadwiga Barańska : la mère de Chopin
- Tadeusz Borowski : Dr. Sanchez
- Grzegorz Damiecki : Bourges
- Piotr Fronczewski : Novosilcov
- Janusz Gajos : le duc Constantin Pavlovitch de Russie
- Maria Gladkowska : la duchesse Joanna Grudzińska
- Krzysztof Gosztyla : Auguste Clésinger
- Magdalena Kizinkiewicz : Madeleine
- Michal Konarski : Franz Liszt
- Anna Korcz : Charlotte de Rothschild
- Krzysztof Majchrzak : Schlesinger
- Zofia Merle : Zuzanna
- Pawel Nowisz : M. Escamillo
- Marek Obertyn : Casimir Dudevant
- Pawel Okraska : Kicki
- Ludwik Paczynski
- Anna Radwan : Ludwika Chopin
- Jacek Rozenek : Félicien Mallefille
- Agnieszka Sitek : Izabela Chopin
- Bozena Stachura : Solange
- Andrzej Szenajch : le juge
- Adam Woronowicz : Maurice Sand
- Sylwia Wysocka : Marie d'Agoult
- Jerzy Zelnik : le père de Chopin
- Andrzej Zielinski : Albert Grzymalda, l'ami de Chopin

## Distinctions
Le film est nommé pour quatre Polskie Nagrody Filmowe et reçoit le prix de la meilleure actrice pour Danuta Stenka.